# Gustav Steinmann
Gustav Steinmann, född 9 april 1856 i Braunschweig, död 7 oktober 1929 i Bonn, var en tysk geolog och paleontolog.
Steinmann blev 1880 privatdocent i Strassburg, 1885 extra ordinarie professor i Jena, 1886 ordinarie professor i Freiburg im Breisgau och 1906 i Bonn, där han blev emeritus 1925. Han utvecklade ett betydande författarskap i geologiska och paleontologiska frågor, liksom i evolutionsläran, och företog vetenskapliga resor i Nord- och Sydamerika, Uralbergen, Kaukasus och Alperna. Hans resor i Sydamerika ledde till viktiga systematiska arbeten rörande Sydamerikas och Andernas geologiska byggnad och historia.